# Libellago lineata
A Libellago lineata a rovarok (Insecta) osztályának a szitakötők (Odonata) rendjébe, ezen belül az egyenlő szárnyú szitakötők (Zygoptera) alrendjébe és a Chlorocyphidae családjába tartozó faj.

## Előfordulása
A Libellago lineata számos ázsiai országban megtalálható, főleg India és Indonézia között.

## Alfajai
- Libellago lineata andamanensis (Fraser 1924)
- Libellago lineata blanda (Selys)
- Libellago lineata indica (Fraser, 1928)
- Libellago lineata lineata (Burmeister, 1839)[1]

## Megjelenése
A hím alapszíne fekete, de rajta, főleg testének elülső felén nagy, sárga foltok láthatók; a farka felé inkább fekete marad. Szárnyainak töve vöröses, míg a végén fekete folt van. A nőstény hasonlít a hímre, azonban a sárga foltozás nagyobb részt foglal el, és a szárnyain hiányzanak a vöröses és foltos részek.

## Fordítás
- Ez a szócikk részben vagy egészben  a   Libellago lineata című angol Wikipédia-szócikk ezen változatának fordításán alapul.  Az eredeti cikk szerkesztőit annak laptörténete sorolja fel. Ez a jelzés csupán a megfogalmazás eredetét és a szerzői jogokat jelzi, nem szolgál a cikkben szereplő információk forrásmegjelöléseként.